# قطعات (ازنا)
قطعات روستایی از توابع بخش جاپلق شهرستان ازنا در استان لرستان ایران است.
به گفته بعضی از اهالی نام اصلی و قدیمی این روستا قتاد (به معنی گَوَن) بوده و بعدها با قطع بندی زمین ها به قطعات تغییر یافته است ، از آنجایی که ضلع شرقی روستا با تپه هایی پوشیده از گَوَن بسیار جلب توجه می کند می توان گفت که احتمالا این موضوع صحت دارد 
اهالی این روستا به زبان ترکی صحبت می کنند 
شغل اهالی غالبا کشاورزی است 

## جمعیت
این روستا در دهستان جاپلق غربی قرار دارد و بر اساس سرشماری مرکز آمار ایران در سال ۱۳۸۵، جمعیت آن ۵۰ نفر (۹ خانوار) بوده‌است.